# جبن (صفة)

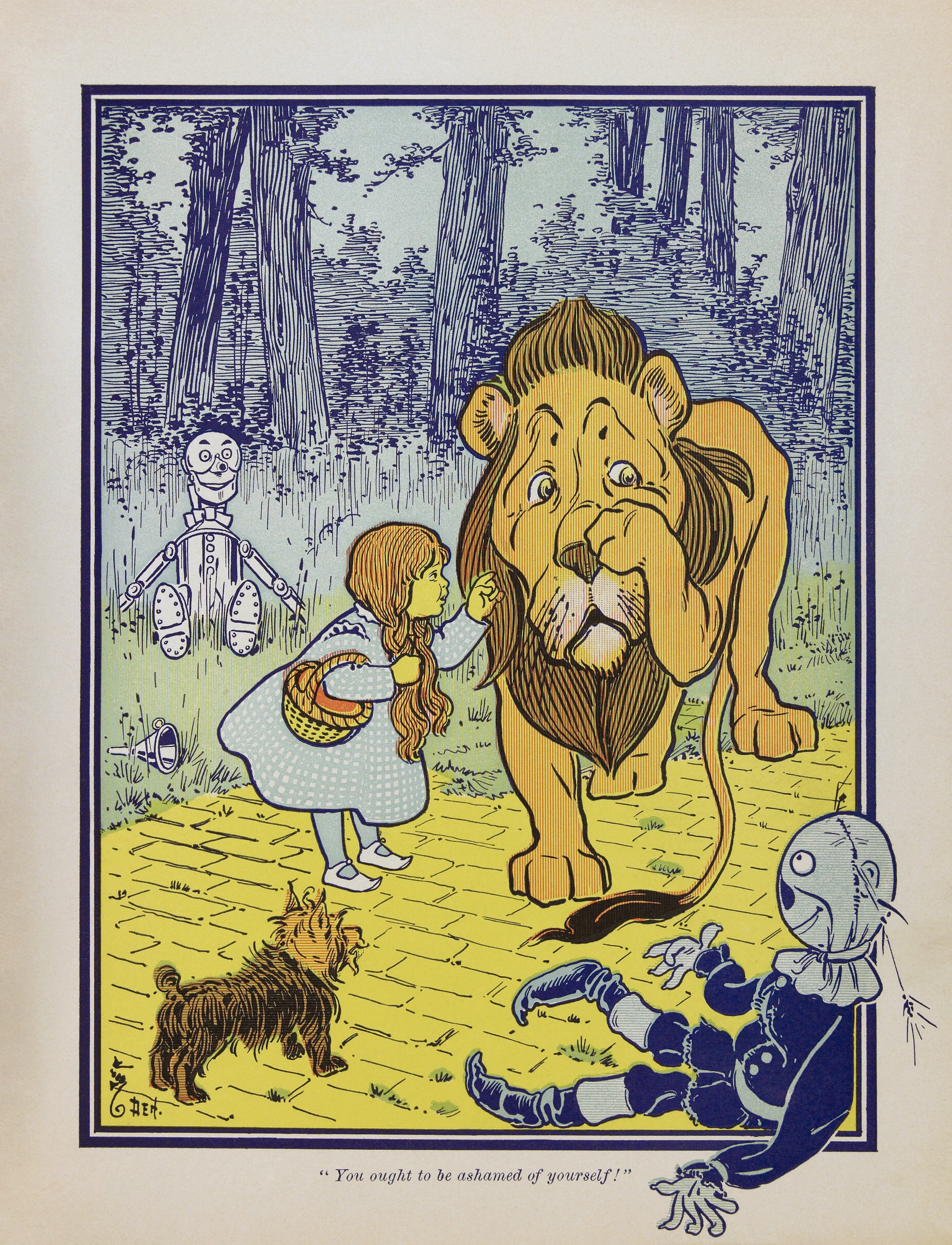
الأسد الجبان من رواية ساحر أوز العجيب

الجُبْن صفة توجد عندما يزداد الخوف وقلق النفس الذي يتجاوز فعل أو قول ما هو حق وخير ويمكن لمساعدة الآخرين أو الذات في وقت الحاجة - وهو عكس الشجاعة. تشير صفة «الجبن» إلى فشل الشخصية في مواجهة التحدي.
بموجب الكثير من قوانين القضاء العسكري، يعتبر الجبن في المعركة جريمة يعاقب عليها بالموت (مثل الإعدام رميًا بالرصاص عند الفجر). يصف هذا المصطلح عيب بالشخصية أصبح منبوذًا ويترفع عنه الناس (انظر المعايير) في معظم إن لم يكن كل الثقافات، بينما الشجاعة ينظر اليها عادة على أنها فضيلة تحظى بالإعجاب والتشجيع.

## تعريف الجبان
الجبان عكس الشجاع وهو الشخص الذي يخاف.

## القانون العسكري
ظلت الممارسات التي تتسم بالجبن يعاقب عليها القانون العسكري لفترة طويلة، وهو يحدد مجموعة واسعة من جرائم الجبن تتضمن الهروب عند مواجهة العدو والاستسلام له بخلاف الأوامر. عادة ما يكون عقاب هذه الممارسات صارمًا ما بين عقوبات بدنية حتى عقوبة الإعدام. يذكر السلوك الجبان بشكل خاص في الولايات المتحدة في القانون الموحد للقضاء العسكري .

## الجبن صفة وخُلُق مذموم
الجبن ضِدُّ الشَّجاعَة، والجبان من الرِّجالِ هو ضعيف القلب، الهَيوب للأشياء لا يُقْدِم عليها.
والجبن هو هيئة حاصلة للقوة الغضبية؛ بها يحجم عن مباشرة ما ينبغي وما لا ينبغي.
وقال ابن مسكويه هو: (الخوف مما لا ينبغي أن يخاف منه). وقيل: (هو الجزع عند المخاوف، والإحجام عما تحذر عاقبته، أو لا تؤمن مغبته).
- وفي القرآن الكريم، حذر الله تعالى المسلمين، من صفة الجبن، وحثهم على الثبات عند الخوف والمصاعب ومواجهة الأعداء، حيث قال تعالى: ﴿ يَا أَيُّهَا الَّذِينَ آمَنُوا إِذَا لَقِيتُمْ فِئَةً فَاثْبُتُوا وَاذْكُرُوا اللَّهَ كَثِيرًا لَّعَلَّكُمْ تُفْلِحُونَ﴾.[7]

- وقد ذم النبي ﷺ الجبن والبخل ونهى عنهما: 
عن أبي هريرة  قال: قال رسول الله ﷺ: ((شرُّ ما في رجل شحٌّ هالع، وجبن خالع)).
قال ابن القيم في شرحه للحديث: (هنا أمران: أمر لفظي، وأمر معنوي، فأما اللفظي: فإنَّه وصف الشحَّ بكونه هالعًا، والهالع صاحبه، وأكثر ما يسمى هلوعًا، ولا يقال: هالع له. فإنه لا يتعدى، وفيه وجهان:
```
أحدهما: أنه على النسب، كقولهم: ليل نائم، وشرٌّ قائم، ونهار صائم، ويوم عاصف. كلُّه عند سيبويه على النسب أي ذو كذا.
والثاني: أنَّ اللفظة غيرت عن بابها؛ للازدواج مع خالع، وله نظائر.
وأما المعنوي: فإنَّ الشحَّ و الجبن أردى صفتين في العبد، ولا سيما إذا كان شحُّه هالعًا، أي ملقٍ له في 
الهلع
، وجبنه خالعًا أي: قد خلع قلبه من مكانه، فلا 
سماحة
، ولا 
شجاعة
، ولا نفع بماله، ولا ببدنه، كما يقال: لا طعنة ولا جفنة، ولا يطرد ولا يشرد، بل قد قمعه وصغره وحقره ودساه الشح والخوف والطمع والفزع).
[
9
]
```

وعن يعلى العامري  قال: ((جاء الحسن والحسين يسعيان إلى النبي ﷺ، فضمَّهما إليه، وقال: إنَّ الولد مبخلة مجبنة)).
(أي: سبب لبخل الأب وجبنه، ويحمل أبويه على البخل، وكذلك على الجبن، فإنَّه يتقاعد من الغزوات والسرايا بسبب حبِّ الأولاد، ويمسك ماله لهم).

- وكان النبي ﷺ يستعيذ في دعائه من الجبن، 
فعن أنس بن مالك  أن النبي ﷺ، قال لأبي طلحة: ((التمس لي غلامًا من غلمانكم يخدمني حتى أخرج إلى خيبر. فخرج بي أبو طلحة مردفي وأنا غلام راهقت الحلم، فكنت أخدم رسول الله ﷺ إذا نزل، فكنت أسمعه كثيرًا يقول: "اللهم إني أعوذ بك من الهمِّ والحزن، والعجز والكسل، والبخل والجبن، وضلع الدين..."))
```
* وقال 
خالد بن الوليد
: (حضرت كذا وكذا زحفًا في 
الجاهلية
 والإسلام، وما في جسدي موضع إلا وفيه طعنة برمح أو ضربة بسيف، وها أنا ذا أموت على فراشي، فلا نامت أعين الجبناء).
[
12
]
```

- وقال ابن القيم: (والجبن والبخل قرينان؛ لأنهما عدم النفع بالمال والبدن، وهما من أسباب الألم؛ لأنَّ الجبان تفوته محبوبات ومفرحات وملذوذات عظيمة، لا تنال إلا بالبذل والشَّجَاعَة، والبخل يحول بينه دونها أيضًا، فهذان الخلقان من أعظم أسباب الآلام)
- (وقيل كتب زياد إلى ابن عباس: أن صف لي الشَّجاعَة والجبن وابجود والبخل، فكتب إليه: كتبت تسألني عن طبائع ركبت في الإنسان تركيب الجوارح، اعلم أنَّ الشجاع يقاتل عمَّن لا يعرفه، والجبان يفرُّ عن عرسه، وأنَّ الجواد يعطي من لا يلزمه، وأنَّ البخيل يمسك عن نفسه، وقال الشاعر:

-يفر جبان القوم عن عرس نفسه *****ويحمي شجاع القوم من لا يناسبه.
- وقال هانئ الشيباني لقومه يوم ذي قار يحرضهم على القتال: (يا بني بكر، هالك معذور، خير من ناجٍ فرور، المنية ولا الدنية، استقبال الموت خير من استدباره، الثغر في ثغور النحور خير منه في الأعجاز والظهور، يا بني بكر، قاتلوا، فما من المنايا بدٌّ، الجبان مبغَض حتى لأمِّه، والشجاع محبَّب حتى لعدوه)[13]..
- وقالوا: (حدُّ الجبن الضنُّ بالحياة، والحرص على النجاة).[13]
- وقال ابن القيم: (فإنَّ الإحسان المتوقَّع من العبد إما بماله وإما ببدنه، فالبخيل مانع لنفع ماله، والجبان مانع لنفع بدنه، المشهور عند الناس أنَّ البخل مستلزم الجبن من غير عكس؛ لأنَّ من بخل بماله فهو بنفسه أبخل).[14]

### من أسباب الجبن
(إما جهل فيزول بالتجربة، وإما ضعف فيزول بارتكاب الفعل المخوف مرة بعد أخرى، حتى يصير ذلك له عادة وطبعًا،... فالمبتدئ في المناظرة، والإمامة، والخطابة، والوعظ،... قد تجبن نفسه، ويخور طبعه، ويتلجلج لسانه، وما ذاك إلا لضعف قلبه، ومواجهة ما لم يتعوده، فإذا تكرر ذلك منه مرات، فارقه الضعف، وصار الإقدام على ذلك الفعل ضروريًّا، غير قابل للزوال،... واعلم أنَّ قوة النفس والعزم الجازم بالظفر سبب للظفر، كما قال علي رضي الله عنه لما قيل له: كيف كنت تصرع الأبطال؟ قال: كنت ألقي الرجل فأقدِّر أني أقتله، ويقدِّر هو أيضًا أني أقتله، فأكون أنا ونفسه عونًا عليه. ومن وصايا بعضهم: أشعروا قلوبكم في الحرب الجرأة؛ فإنها سبب الظفر. ومن كلام القدماء: من تهيب عدوه، فقد جهز إلى نفسه جيشًا).

### من وسائل علاج الجبن
(وذلك بأن توقظ النفس التي تمرض هذا المرض –مرض الجبن - بالهزِّ والتحريك. فإنَّ الإنسان لا يخلو من القوة الغضبية رأسًا؛ حتى تجلب إليه من مكان آخر، ولكنها تكون ناقصة عن الواجب، فهي بمنزلة النار الخامدة التي فيها بقية لقبول الترويح والنفخ، فهي تتحرَّك لا محالة إذا حُرِّكت بما يلائمها، وتبعث ما في طبيعتها من التوقُّد والتلهُّب.
وقد حُكي عن بعض المتفلسفين أنَّه كان يتعمَّد مواطن الخوف، فيقف فيها، ويحمل نفسه على المخاطرات العظيمة بالتعرُّض لها، ويركب البحر عند اضطرابه وهيجانه؛ ليعود نفسه الثبات في المخاوف، ويحرِّك منها القوة التي تسكن عند الحاجة إلى حركتها، ويخرجها عن رذيلة الكسل ولواحقه، ولا يكره لمثل صاحب هذا المرض بعض المراء، والتعرُّض للملاحاة وخصومة من يأمن غائلته؛ حتى يقرب من الفضيلة التي هي وسط بين الرذيلتين، أعني الشَّجَاعَة التي هي صحة النفس المطلوبة، فإذا وجدها وأحسَّ بها من نفسه كفَّ ووقف، ولم يتجاوزها حذرًا من الوقوع في الجانب الآخر).

### من قصص العرب في الجبن
- قال أبو دلامة: (كنت مع مروان أيام الضحاك الحروري، فخرج فارس منهم فدعا إلى البراز، فخرج إليه رجل فقتله، ثم ثان فقتله، ثم ثالث فقتله، فانقبض الناس عنه، وجعل يدنو ويهدر كالفحل المغتلم. فقال مروان: من يخرج إليه وله عشرة آلاف؟ قال: فلما سمعت عشرة آلاف هانت عليَّ الدنيا، وسخوت بنفسي في سبيل عشرة آلاف، وبرزت إليه، فإذا عليه فرو قد أصابه المطر فارمعلَّ ، ثم أصابته الشمس فاقفعلَّ، وله عينان تتقدان كأنهما جمرتان. فلما رآني فهم الذي أخرجني، فأقبل نحوي وهو يرتجز ويقول:
(وخارج أخرجه حبُّ الطمع*** فرَّ من الموت وفي الموت وقع***من كان ينوي أهله فلا رجع).
فلما رأيته قنَّعت رأسي، وولَّيت هاربًا، ومروان يقول: من هذا الفاضح؟ لا يفتكم، فدخلت في غمار الناس).
- (وحُكي أنَّ عمرو بن معديكرب مرَّ بحيٍّ من أحياء العرب، وإذا هو بفرس مشدود، ورمح مركوز، وإذا صاحبها في وهدة (8) من الأرض يقضي حاجته، فقال له عمرو: خذ حذرك؛ فإني قاتلك لا محالة. فالتفت إليه، وقال له: من أنت؟ قال: أبو ثور عمرو بن معديكرب. قال: أنا أبو الحارث، ولكن ما أنصفتني أنت على ظهر فرسك، وأنا في وهدة، فأعطني عهدك أن لا تقتلني حتى أركب فرسي، وآخذ حذري، فأعطاه عهدًا على ذلك، فخرج من الوهدة التي كان فيها، وجلس محتبيًا بحمائل سيفه، فقال له عمرو ما هذا الجلوس؟! قال: ما أنا براكب فرسي، ولا مقاتلك، فإن كنت نكثت العهد؛ فأنت أعلم ما يلقى الناكث، فتركه ومضى، وقال: هذا أجبن من رأيت).
- ويُحكى أن (أمية بن عبد الله بن خالد بن أسيد، فرَّ يوم مرداء هجر من أبي فديك، فسار من البحرين إلى البصرة في ثلاثة أيام، فجلس يومًا بالبصرة، فقال: سرت على فرسي المهرجان من البحرين إلى البصرة في ثلاثة أيام. فقال له بعض جلسائه: أصلح الله الأمير، فلو ركبت النيروز لسرت إليها في يوم واحد. فلما دخل عليه أهل البصرة؛ لم يروا كيف يكلمونه، ولا ما يلقونه من القول، أيهنئونه أم يعزونه، حتى دخل عليه عبد الله بن الأهتم، فاستشرف الناس له، وقالوا: ما عسى أن يقال للمنهزم؟ فسلَّم ثم قال: مرحبًا بالصابر المخذول، الذي خذله قومه، الحمد لله الذي نظر لنا عليك، ولم ينظر لك علينا، فقد تعرضت للشهادة جهدك، ولكن علم الله تعالى حاجة أهل الإسلام إليك؛ فأبقاك لهم بخذلان من معك لك. فقال أمية بن عبد الله: ما وجدت أحدًا أخبرني عن نفسي غيرك).
- قال أبو الفرج الأصفهاني: (كان أبو حية النميري، وهو الهيثم بن الربيع بن زرارة جبانًا بخيلًا كذَّابًا، قال ابن قتيبة: وكان له سيف يسميه لعاب المنية، ليس بينه وبين الخشبة فرق، قال: وكان أجبن الناس، قال: فحدَّثني جار له، قال: دخل ليلة إلى بيته كلب فظنَّه لصًّا، فأشرفت عليه، وقد انتضى سيفه، وهو واقف في وسط الدار يقول: أيها المغترُّ بنا، المجترئ علينا، بئس والله ما اخترت لنفسك، خيرٌ قليل، وسيفٌ صقيل، لعاب المنية الذي سمعت به، مشهورة ضربته، لا تخاف نبوته، اخرج بالعفو عنك قبل أن أدخل بالعقوبة عليك، إني والله إن أدع قيسًا إليك لا تقم لها، وما قيس؟! تملأ والله الفضاء خيلًا ورجلًا، سبحان الله! ما أكثرها وأطيبها. فبينا هو كذلك، إذا الكلب قد خرج، فقال: الحمد لله الذي مسخك كلبًا، وكفانا حربًا).